# Bailleul-lès-Pernes
Bailleul-lès-Pernes – miejscowość i gmina we Francji, w regionie Hauts-de-France, w departamencie Pas-de-Calais.
Według danych na rok 1990 gminę zamieszkiwało 299 osób, a gęstość zaludnienia wynosiła 86 osób/km² (wśród 1549 gmin regionu Nord-Pas-de-Calais Bailleul-lès-Pernes plasuje się na 930. miejscu pod względem liczby ludności, natomiast pod względem powierzchni na miejscu 805.).